# Eriophyidae
Eriophyidae är en familj av spindeldjur. Enligt Catalogue of Life ingår Eriophyidae i ordningen Prostigmata, klassen spindeldjur, fylumet leddjur och riket djur, men enligt Dyntaxa är tillhörigheten istället ordningen kvalster, klassen spindeldjur, fylumet leddjur och riket djur. Enligt Catalogue of Life omfattar familjen Eriophyidae 106 arter. 

## Dottertaxa till Eriophyidae, i alfabetisk ordning[1][2]
- Abacarus
- Acalitus
- Acaphylla
- Aceria
- Acerimina
- Aculodes
- Aculops
- Aculus
- Aequsomatus
- Anthocoptes
- Arectus
- Asetilobus
- Calacarus
- Calepitrimerus
- Callyntrotus
- Cecidophyes
- Cecidophyopsis
- Chrecidus
- Colomerus
- Coptophylla
- Cosella
- Cosetacus
- Criotacus
- Cymeda
- Cymoptus
- Epitrimerus
- Eriophyes
- Litaculus
- Nothacus
- Pangacarus
- Paraphytoptus
- Parulops
- Pedaculops
- Phyllocoptes
- Phyllocoptruta
- Ramaculus
- Rectalox
- Rhombacus
- Shevtchenkella
- Tegolophus
- Tegonotus
- Tetra
- Vittacus